# 14977 Bressler
14977 Bressler è un asteroide della fascia principale. Scoperto nel 1997, presenta un'orbita caratterizzata da un semiasse maggiore pari a 2,9192768 UA e da un'eccentricità di 0,0884217, inclinata di 1,72138° rispetto all'eclittica.